# FA Women's Super League
La FA Women's Super League és la primera divisió de la lliga de futbol femení d'Anglaterra. Es juga de setembre a maig, i el campió i el subcampió es classifiquen per a la Lliga de Campions. Abans del 2011 s'anomenava FA Women's Premier League.
Durant sis anys, entre 2011 i 2016, la WSL es jugava durant l'estiu (de març a octubre). Des de la temporada 2017-18, la WSL ha funcionat com una lliga d'hivern que va de setembre a maig, com era abans del 2011.
L'Arsenal és l'equip més premiat amb 15 títols, seguit pel Chelsea, amb 7. No obstant, des de la creació de la FA Women's Super League com a tal, l'equip més premiat és el Chelsea, amb 7 seguit per l'Arsenal amb 3.

## Taules de classificació

### FA Women's Premier League
| Edició | 1er              | 2n                   | 3r                | 4t                | 5é                   | 6é                 | 7é                     |
| ------ | ---------------- | -------------------- | ----------------- | ----------------- | -------------------- | ------------------ | ---------------------- |
| 91-92  | Doncaster Belles | Red Star Southampton | Wimbledon FC      | Knowsley United   | Maidstone Tigresses  | Ipswich Town       | Millwall Lionesses     |
| 92-93  | Arsenal FC       | Doncaster Belles     | Knowsley United   | Wimbledon FC      | Red Star Southampton | Ipswich Town       | Stanton Rangers        |
| 93-94  | Doncaster Belles | Arsenal FC           | Knowsley United   | Wembley FC        | Millwall Lionesses   | Leasowe Pacific    | Stanton Rangers        |
| 94-95  | Arsenal FC       | Liverpool FC         | Doncaster Belles  | Croydon WFC       | Wimbledon FC         | Leasowe Pacific    | Ilkeston Rangers       |
| 95-96  | Croydon WFC      | Doncaster Belles     | Arsenal FC        | Everton FC        | Liverpool FC         | Wembley FC         | Millwall Lionesses     |
| 96-97  | Arsenal FC       | Doncaster Belles     | Croydon WFC       | Liverpool FC      | Millwall Lionesses   | Everton FC         | Wembley FC             |
| 97-98  | Everton FC       | Arsenal FC           | Doncaster Belles  | Croydon WFC       | Millwall Lionesses   | Liverpool FC       | Tranmere Rovers        |
| 98-99  | Croydon WFC      | Arsenal FC           | Doncaster Belles  | Everton FC        | Tranmere Rovers      | Liverpool FC       | Southampton Saints     |
| 99-00  | Croydon WFC      | Doncaster Belles     | Arsenal FC        | Everton FC        | Tranmere Rovers      | Southampton Saints | Millwall Lionesses     |
| 00-01  | Arsenal FC       | Doncaster Belles     | Charlton Athletic | Everton FC        | Tranmere Rovers      | Barry Town         | Sunderland AFC         |
| 01-02  | Arsenal FC       | Doncaster Rovers     | Charlton Athletic | Leeds United      | Everton FC           | Tranmere Rovers    | Brighton & Hove Albion |
| 02-03  | Fulham FC        | Doncaster Rovers     | Arsenal FC        | Charlton Athletic | Birmingham City      | Tranmere Rovers    | Leeds United           |
| 03-04  | Arsenal FC       | Charlton Athletic    | Fulham FC         | Leeds United      | Doncaster Rovers     | Everton FC         | Birmingham City        |
| 04-05  | Arsenal FC       | Charlton Athletic    | Everton FC        | Birmingham City   | Bristol Rovers       | Leeds United       | Fulham FC              |
| 05-06  | Arsenal FC       | Everton FC           | Charlton Athletic | Doncaster Rovers  | Bristol Academy      | Birmingham City    | Leeds United           |
| 06-07  | Arsenal FC       | Everton FC           | Charlton Athletic | Bristol Academy   | Leeds United         | Blackburn Rovers   | Birmingham City        |
| 07-08  | Arsenal FC       | Everton FC           | Leeds United      | Bristol Academy   | Chelsea FC           | Doncaster Rovers   | Watford FC             |
| 08-09  | Arsenal FC       | Everton FC           | Chelsea FC        | Doncaster Rovers  | Birmingham City      | Leeds Carnegie     | Watford FC             |
| 09-10  | Arsenal FC       | Everton FC           | Chelsea FC        | Leeds Carnegie    | Sunderland AFC       | Doncaster Rovers   | Blackburn Rovers       |

### FA Women's Super League
| Edició    | 1er             | 2n                | 3r              | 4t                | 5é                            | 6é                        | 7é                        |
| --------- | --------------- | ----------------- | --------------- | ----------------- | ----------------------------- | ------------------------- | ------------------------- |
| 2011      | Arsenal FC      | Birmingham City   | Everton FC      | Lincoln LFC       | Bristol Academy               | Chelsea FC                | Doncaster Rovers          |
| 2012      | Arsenal FC      | Birmingham City   | Everton FC      | Bristol Academy   | Lincoln LFC                   | Chelsea FC                | Doncaster Rovers          |
| 2013      | Liverpool FC    | Bristol Academy   | Arsenal FC      | Birmingham City   | Everton FC                    | Lincoln LFC               | Chelsea FC                |
| 2014      | Liverpool FC    | Chelsea FC        | Birmingham City | Arsenal FC        | Manchester City               | Lincoln LFC               | Bristol Academy           |
| 2015      | Chelsea FC      | Manchester City   | Arsenal FC      | Sunderland AFC    | Notts County                  | Birmingham City           | Liverpool FC              |
| 2016      | Manchester City | Chelsea FC        | Arsenal FC      | Birmingham City   | Liverpool FC                  | Notts County              | Sunderland AFC            |
| 2017-2018 | Chelsea FC      | Manchester City   | Arsenal FC      | Reading FC        | Birmingham City               | Liverpool FC              | Sunderland AFC            |
| 2018-2019 | Arsenal FC      | Manchester City   | Chelsea FC      | Birmingham City   | Reading FC                    | Bristol Academy           | West Ham UFC              |
| 2019-2020 | Chelsea FC      | Manchester City   | Arsenal FC      | Manchester United | Reading FC                    | Everton FC                | Tottenham Hotspur FC      |
| 2020-2021 | Chelsea FC      | Manchester City   | Arsenal FC      | Manchester United | Everton FC                    | Brighton & Hove Albion FC | Reading FC                |
| 2021-2022 | Chelsea FC      | Arsenal FC        | Manchester City | Manchester United | Tottenham Hotspur FC          | West Ham UFC              | Brighton & Hove Albion FC |
| 2022-2023 | Chelsea FC      | Manchester United | Arsenal FC      | Manchester City   | Aston Villa                   | Everton FC                | Liverpool FC              |
| 2023-2024 | Chelsea FC      | Manchester City   | Arsenal FC      | Liverpool FC      | Manchester United             | Tottenham Hotspur FC      | Aston Villa               |
| 2024-2025 | Chelsea FC      | Manchester United | Arsenal FC      | Manchester City   | Brighton & Hove Albion W.F.C. | Aston Villa               | Liverpool FC              |

## Palmarès per club
| Club                    | Títols | Subcamp. |
| ----------------------- | ------ | -------- |
| Arsenal                 | 15     | 4        |
| Chelsea FC              | 8      | 1        |
| Croydon WFC             | 3      | 2        |
| Doncaster Rovers Belles | 2      | 7        |
| Liverpool FC            | 2      | 0        |
| Everton FC              | 1      | 5        |
| Manchester City         | 1      | 6        |
| Fulham FC               | 1      | 0        |